# Romancheina asymmetrica
Romancheina asymmetrica is een mosdiertjessoort uit de familie van de Romancheinidae. De wetenschappelijke naam van de soort is voor het eerst geldig gepubliceerd in 1975 door Moyano.